# Obcy (powieść)
Obcy (fr. L’Étranger) – mikropowieść autorstwa francuskiego pisarza i noblisty Alberta Camusa, przedstawiająca losy człowieka wyobcowanego w świecie zła i hipokryzji, wydana w 1942 w Paryżu w wydawnictwie „Éditions Gallimard”; przekład na język polski wydano w 1958. 
Najsłynniejsza obok Dżumy powieść Camusa. Tematy poruszane w książce są często wymieniane jako przykłady egzystencjalizmu, choć Camus nie uważał siebie za przedstawiciela tego nurtu. Treść dzieła omawia różne kierunki filozoficzne, w tym przede wszystkim absurdyzm oraz ateizm, determinizm, nihilizm i stoicyzm.
W latach 1948–1989 książka była ocenzurowana w PRL.

## Fabuła
Głównym bohaterem, oraz narratorem, jest Meursault, Francuz, który zabija Araba poznanego w Algierze. Powieść podzielona jest na część pierwszą i drugą, przed i po zabójstwie.
Meursault jest przeciętnym, algierskim urzędnikiem, którego życie pozbawione jest wrażeń. Nie wykazuje większych emocji nawet w obliczu śmierci matki w przytułku, także związek z kobietą traktuje chłodno. 
Przypadkowo bohater wplątany zostaje w świat zbrodni: na prośbę sąsiada-sutenera uczestniczy w działaniach, których celem jest upokorzenie jego arabskiej kochanki, po czym na plaży uczestniczy w bójce z dwoma Arabami. Jednym z nich jest brat kobiety, będącej kiedyś pod "opieką" sutenera. Początkowo epizod wydaje się nie mieć znaczenia, jednak gdy Meursault powraca uzbrojony na miejsce bójki, spotyka Araba z nożem i – bez większego namysłu – strzela do niego, pozbawiając go życia. W czasie śledztwa, bez najmniejszych oznak skruchy, wyznaje beznamiętnie prawdę, nie próbując nawet znaleźć usprawiedliwienia dla zbrodni, którą popełnił. Zostaje oskarżony o morderstwo z premedytacją i skazany na śmierć. Także ten wyrok przyjmuje bez emocji, odrzucając propozycję przyjęcia religijnej otuchy.

## Problematyka i odbiór utworu
Bohater odrzucający świat uznawanych wartości przedstawiony w powieści Camusa był źródłem zarówno gwałtownych polemik, jak i sprzeciwu krytyki, dla której postawa bohatera była niezrozumiała. Czytelnicy utożsamiali często bohatera z ucieleśnieniem zła. Sam autor jednak twierdził, że jego zamiarem było pokazanie historii człowieka, który „zgadza się umrzeć dla prawdy”, prostego, pozbawionego heroizmu, instynktownego buntownika, który odmawia ukrywania swych prawdziwych odczuć.
Obecnie Obcy uznawany jest za jedno z najbardziej niepokojących dzieł literackich stworzonych w XX wieku, które przedstawia bunt wobec absurdu świata.

## Adaptacje filmowe
- 1967 Obcy (reż. Luchino Visconti)
- 2001 Fatum (reż. Zeki Demirkubuz)
- 2016 Słońce, to słońce mnie oślepiło (reż. Anka i Wilhelm Sasnalowie)